# 야호역
야호역(일본어: 谷保駅, やほえき)은 일본 도쿄도 구니타치시에 있는 동일본 여객철도(JR 동일본) 난부 선의 철도역이다.

## 역 구조
- 상대식 승강장 2면 2선의 지상역. 교상 역사를 가진다.

### 타는 곳
| 1 | ■ 난부 선 | 다치카와 방면                                     |
| 2 | ■ 난부 선 | 부바이가와라, 후추혼마치, 노보리토, 가와사키 방면 |

## 이용 상황
2008년도의 1일 평균 승차 인원은 9,791명이었다.

## 역사
- 1929년 12월 11일 - 난부 철도 부바이가와라역 - 다치카와역 간의 개통시에 개업.
- 1944년 4월 1일 - 난부 철도의 국유화에 의해 일본국유철도 난부 선이 된다.
- 1959년 7월 10일 - 화물 취급을 폐지.
- 1966년 3월 25일 - 야호 역 - 니시쿠니타치역 간의 복선화가 완성.
- 1966년 9월 30일 - 이나기나가누마역 - 야호 역 간의 복선화가 완성. 난부 선(가와사키역 - 다치카와역)의 복선화가 완성.
- 1987년 4월 1일 - 국철 분할 민영화에 의해 JR 동일본 난부 선의 역이 된다.

## 인접한 역
| 동일본 여객철도 난부 선    | 동일본 여객철도 난부 선 | 동일본 여객철도 난부 선    |
| -------------------------- | ----------------------- | -------------------------- |
| JN 22 니시후 가와사키 방면 | 난부 선                 | JN 24 야가와 다치카와 방면 |